# Asher (nome)
Asher  è un nome proprio di persona inglese maschile.

## Varianti in altre lingue
- Catalano: Aser[3]
- Croato: Ašer
- Ebraico: אָשֵׁר (Asher)[1][2]
- Francese: Asher
- Greco biblico: Ασηρ (Aser)[1]
- Italiano: Aser[4][5], Asor[5], Asir[4]
- Latino: Aser[1][4]
- Olandese: Aser
- Polacco: Aser
- Portoghese: Aser
- Russo: Асир (Asir), Ашер (Ašer)
- Spagnolo: Aser[3]
- Tedesco: Ascher
- Ucraino: Ашер (Ašer)
- Yiddish
  - Alterati: אַנְשֶׁעל (Ashel)[1]

## Origine e diffusione
È un nome biblico, portato nell'Antico Testamento da Aser, figlio di Giacobbe e di Zilpa e capostipite della tribù omonima (Gn30:12-13).
Etimologicamente, viene ricondotto in genere all'ebraico oshor o osri, che vuol dire "felice", "benedetto", "beato", e ha quindi significato analogo ai nomi Fortunato, Benedetto, Eutichio, Felice e vari altri. È stata tuttavia proposta anche una derivazione dai nomi delle divinità Asherah o Assur.
In italiano il nome è adattato come Aser, ma gode di scarsissima diffusione, usato perlopiù nelle comunità ebraiche o tra i residenti stranieri.

## Onomastico
L'onomastico ricorre il 1º novembre, in occasione di Ognissanti, in quanto Asher non è portato da alcun santo ed è quindi adespota.

## Persone

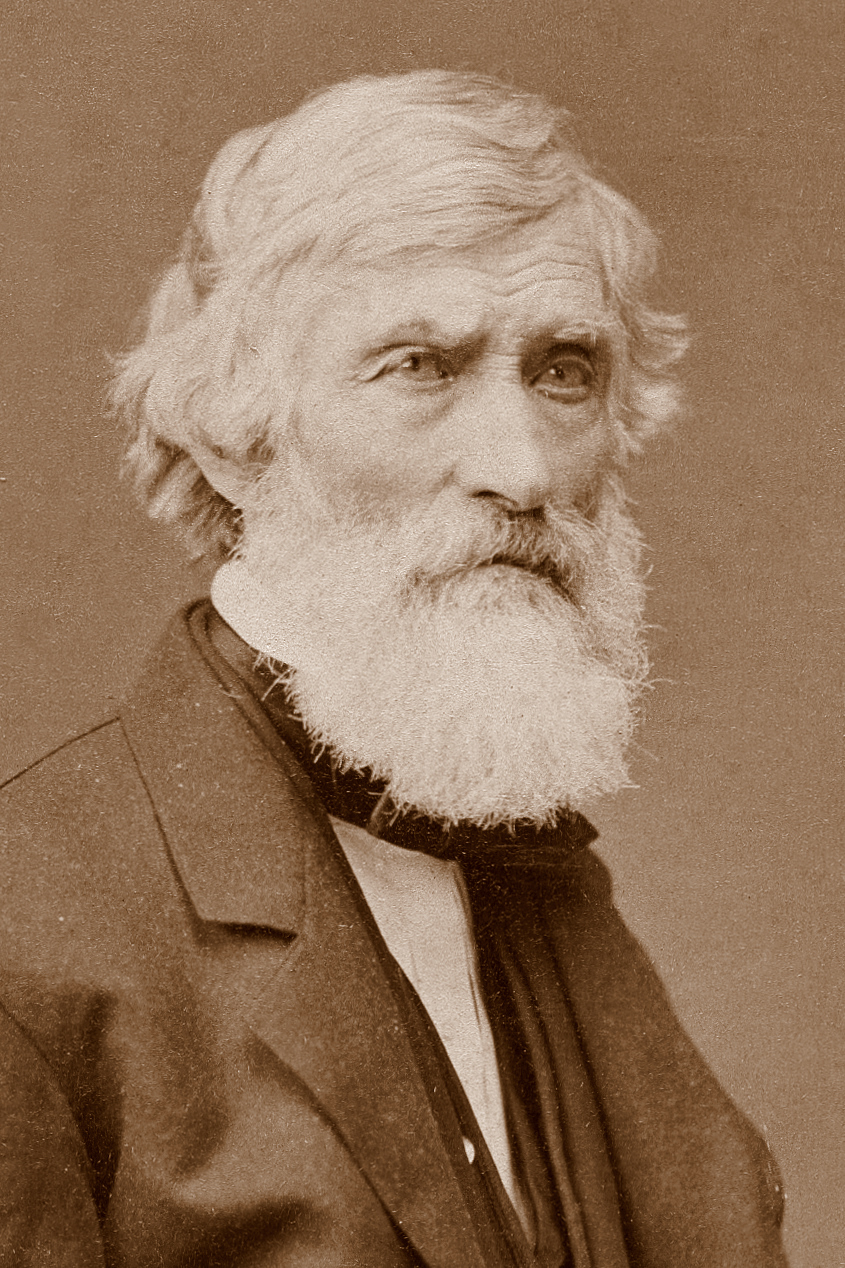
Asher Brown Durand

- Asher ben Jehiel, rabbino e teologo tedesco
- Asher Brown Durand, pittore statunitense
- Asher Fisch, direttore d'orchestra israeliano
- Asher Kuno, rapper italiano
- Asher Lämmlein, ebreo autoproclamatosi precursore del Messia ebraico
- Asher Roth, rapper statunitense

## Il nome nelle arti
- Asher è un personaggio della serie manga e anime I Cavalieri dello zodiaco.
- Asher Millstone è un personaggio della serie televisiva Le regole del delitto perfetto.